# 帕哈里托梅薩 (新墨西哥州)
帕哈里托梅薩（英語：Pajarito Mesa）是位於美國新墨西哥州伯納利歐縣的普查規定居民點。

## 人口
根據2020年美國人口普查的數據，帕哈里托梅薩的面積為55.09平方千米，皆為陸地。當地共有人口260人，而人口密度為每平方千米4.72人。